# دهستان لینگزهی
دهستان لینگزهی (به لاتین: Lingzhi Gewog) یک دهستان در کشور بوتان است که در ناحیهٔ تیمفو واقع شده‌است.